# Revolvo (musikalbum)
Revolvo är Revolvos självbetitlade debutalbum, utgivet 2002 på Background Beat.

## Låtlista
1. "Marmalade"
2. "Moscow Mule"
3. "Gold Passion"
4. "Gt"
5. "Shady Lady"
6. "Silver Streak"
7. "White Lady"
8. "Starwberry Dawn"

### Fotnoter
1. ↑  ”Revolvo”. Svenska mediedatabas. http://smdb.kb.se/catalog/search?q=revolvo&x=0&y=0. Läst 3 mars 2012.